# Linden (New Jersey)
Linden – miasto w hrabstwie Union w stanie New Jersey w Stanach Zjednoczonych.
- Liczba ludności (2010) – 40 499[1]
- Kod pocztowy (ZIP code) to: 07036

Miasto jest położone na południowy zachód od Elizabeth. Ziemia pod osadę Linden została  zakupiona w roku 1664 od Indian. Miasto było siedzibą dwóch kompanii publikujących płyty gramofonowe „Regal Records” i  „De Luxe Records”. W mieście rozwijał się przemysł samochodowy. Zła koniunktura spowodowała zaprzestanie produkcji w fabryce General Motors Corporation (2005). Znaczny procent populacji w mieście to emigranci z Polski. O Linden powstała piosenka, polskiego zespołu Kult, wykonywana na koncertach.

## Demografia według danych z 2010
- Struktura rasowa ludności:[1]
  - Biali - 59,15%
  - Czarna/Afroamerykanie - 26,88%
  - Latynosi/pochodzenia hiszpańskiego dowolnej rasy - 24,93%
  - Azjaci -  2,71%
  - Indianie/rdzenni Amerykanie -  0,29%
  - Oceania - 0,02%
  - Inne -  7,57%
  - Dwie lub więcej - 3,37%
- Średni dochód:[1]
  - Gospodarstwo domowe - 55.859 USD
  - Rodzina - 64.439 USD
  - Mężczyźni - 45.890 USD
  - Kobiety - 39.288 USD
  - Osoby poniżej progu ubóstwa - 7,5%
  - Rodziny poniżej progu ubóstwa - 5,9%
  - Osoby poniżej progu ubóstwa w wieku 18 lat lub młodsze - 12,1%
  - Osoby poniżej progu ubóstwa w wieku 65 lat lub starsze - 8,1%